# Magatzems Jonass
Els Magatzems Jonaß (també escrit Jonass), situats al districte berlinès de Pankow, es van inaugurar el 1929 com el primer gran magatzem de crèdit. Després que els propietaris jueus fossin expropiats durant el període nacionalsocialista, l'edifici es convertí en la seu de les Joventuts Hitlerianes i més tard en la seu del Partit Socialista Unificat d'Alemanya. El maig del 2010 l'edifici es transformà en l'hotel Soho House Berlin.

## Localització
L'edifici està situat a Torstraße 1 (cantonada amb Prenzlauer Allee) al barri de Prenzlauer Berg, districte de Pankow. El límit del districte amb Mitte es troba just davant de la línia de la propietat. Com que el carrer va ser rebatejat diverses vegades, l'adreça inicialment fou Lothringer Straße 1, i de 1951 a 1994 Wilhelm-Pieck-Straße 1. L'edifici ocupa 21 metres de façana a Torstrasse 1 i 56 metres a Prenzlauer Allee 259.

## Característiques
El 1928/1929 Kaufmann Hermann Golluber, juntament amb el seu soci comercial Hugo Halle, va encarregar als arquitectes Gustav Bauer i Siegfried Friedländer la construcció d'un nou edifici per als grans magatzems Jonaß & Co. AG a la cantonada no urbanitzada de Lothringer Straße/Prenzlauer Allee. El nou complex es va construir a l'estil de la Nova Objectivitat, anomenat en arquitectura Neues Bauen (Nou edifici). Les dues primeres plantes estan revestides de pedra natural, sobre la qual hi ha un edifici de cinc plantes i un àtic on durant uns anys va funcionar un restaurant.

## Història

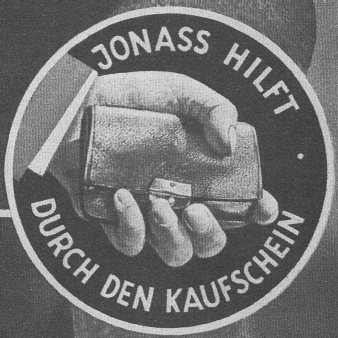
Anunci de la nota de compra, vers 1930.

### L'inici a la dècada de 1920
L'empresa Jonass & Co, GmbH fundada el 1889 era una gran empresa de comandes per correu de rellotges i després de la Primera Guerra Mundial va tenir el seu negoci principal a l'edifici de l'oficina berlinesa de Telefunken al carrer Belle Alliance, 7–10. El 1928/1929 s'encarregà als arquitectes Gustav Bauer i Siegfried Friedländer la construcció d'un nou edifici per allotjar els grans magatzems Jonaß & Co. AG.

### Sota el Nacionalsocialisme
Després de la presa del poder el 1933 per part de l'NSDAPGolluber i Halle van quedar fora del negoci. Golluber va fugir als EUA el 1939, on va morir poc després. Els nous propietaris van tancar els grans magatzems a Lothringer Strasse i el van llogar a l'NSDAP, que el va utilitzar com a administració de les Joventuts Hitlerianes encapçalada pel líder de les joventuts del Reich Artur Axmann. El maig de 1945 l'empresa es va dissoldre després de l'expropiació per part de l'administració militar soviètica a Alemanya.

### Durant la postguerra
Quan va acabar la Segona Guerra Mundial, l'edifici va ser cedit a l'estat i s'hi va instal·lar la seu de l'SPD. Després que l'SPD es fusionés amb el KPD l'edifici es va convertir el 1946 en la seu del Comitè Central del SED i es va anomenar Haus der Einheit. L'edifici va allotjar el Politburó del SED sota la direcció del general i més tard primer secretari Walter Ulbricht i, per tant, el centre de poder de la RDA. Durant la insurrecció del 17 de juny 1953 fou envoltada i atacada pels obrers. De 1959 a 1990, l'edifici va ser utilitzat per l'Institut per al Marxisme-Leninisme.

### Després de la reunificació
L'any 1996, l'edifici va ser cedit a una hereva i va romandre buit fins a l'any 1995. No es va poder dur a terme el projecte d'utilització de l'edifici com a hotel i oficines i, per tant, els hereus van posar l'edifici a la venda. El grup inversor britànic-alemany Cresco Capital va comprar l'edifici el 2004 per 9 milions d'euros. El despatx d'arquitectura JSK de Berlín va rebre l'encàrrec de renovar l'edifici. La Soho House Berlin, inaugurada el maig de 2010, es va construir per uns 30 milions d'euros.
A la vorera davant de l'entrada, fotografies i textos breus en quatre idiomes documenten la història de l'edifici en una estela de vidre descoberta per Rainer Eppelmann el 5 de juny de 2008. Sota el títol de Casa de la Unitat, forma part d'un projecte global del Senat per fer visibles els llocs de la història de Berlín.

## Galeria

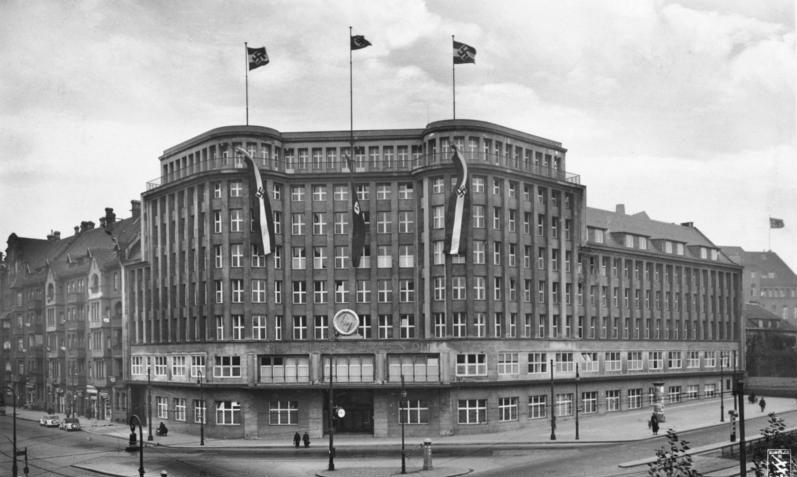
1933. Seu de les Joventuds Hitlerianes.
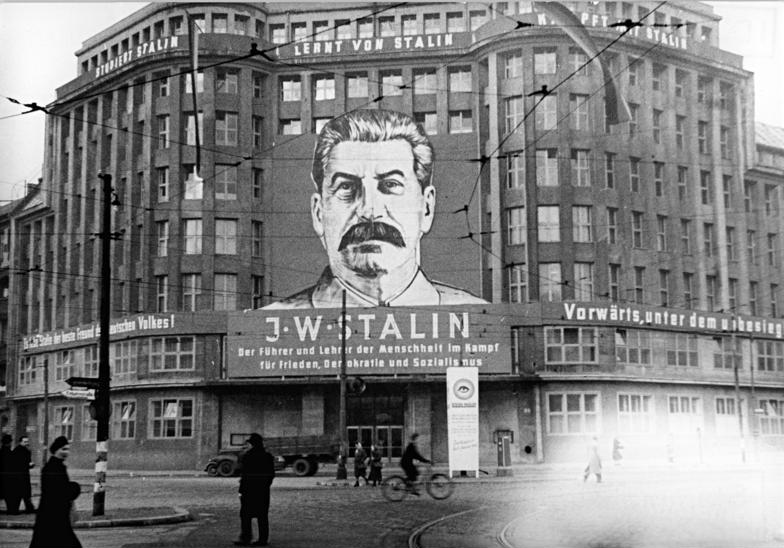
1949. Seu del Comitè Central del SED.
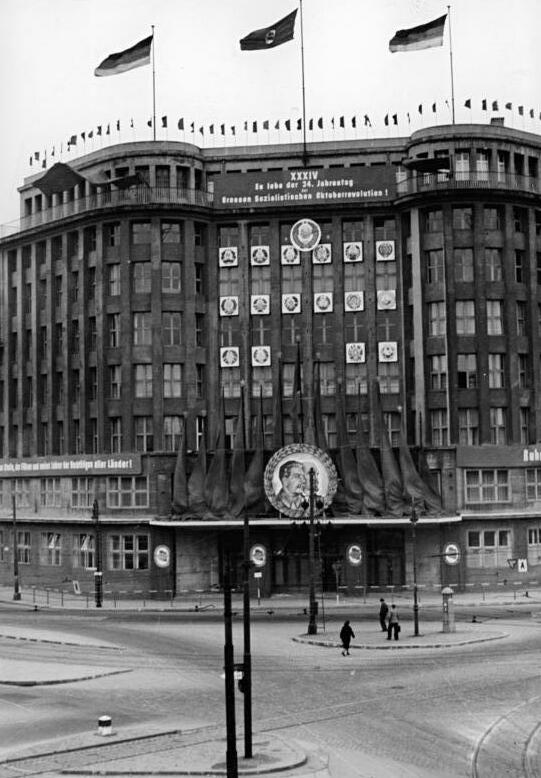
1951. Seu del Comitè Central del SED.
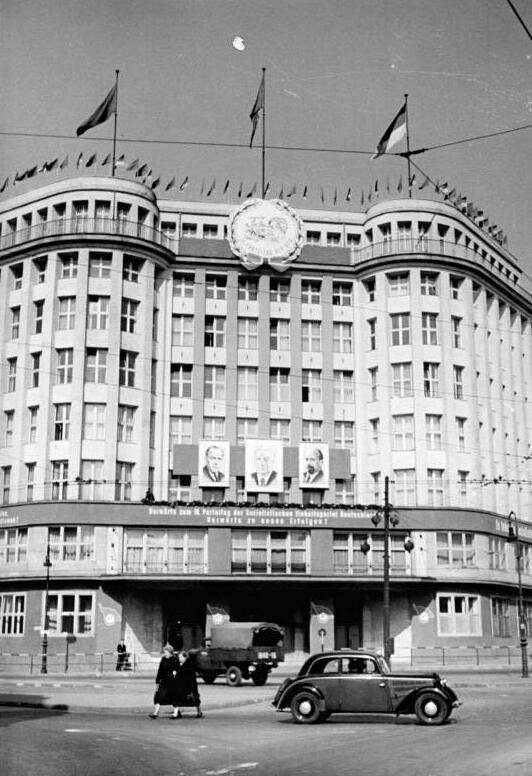
1954. Seu del Comitè Central del SED.
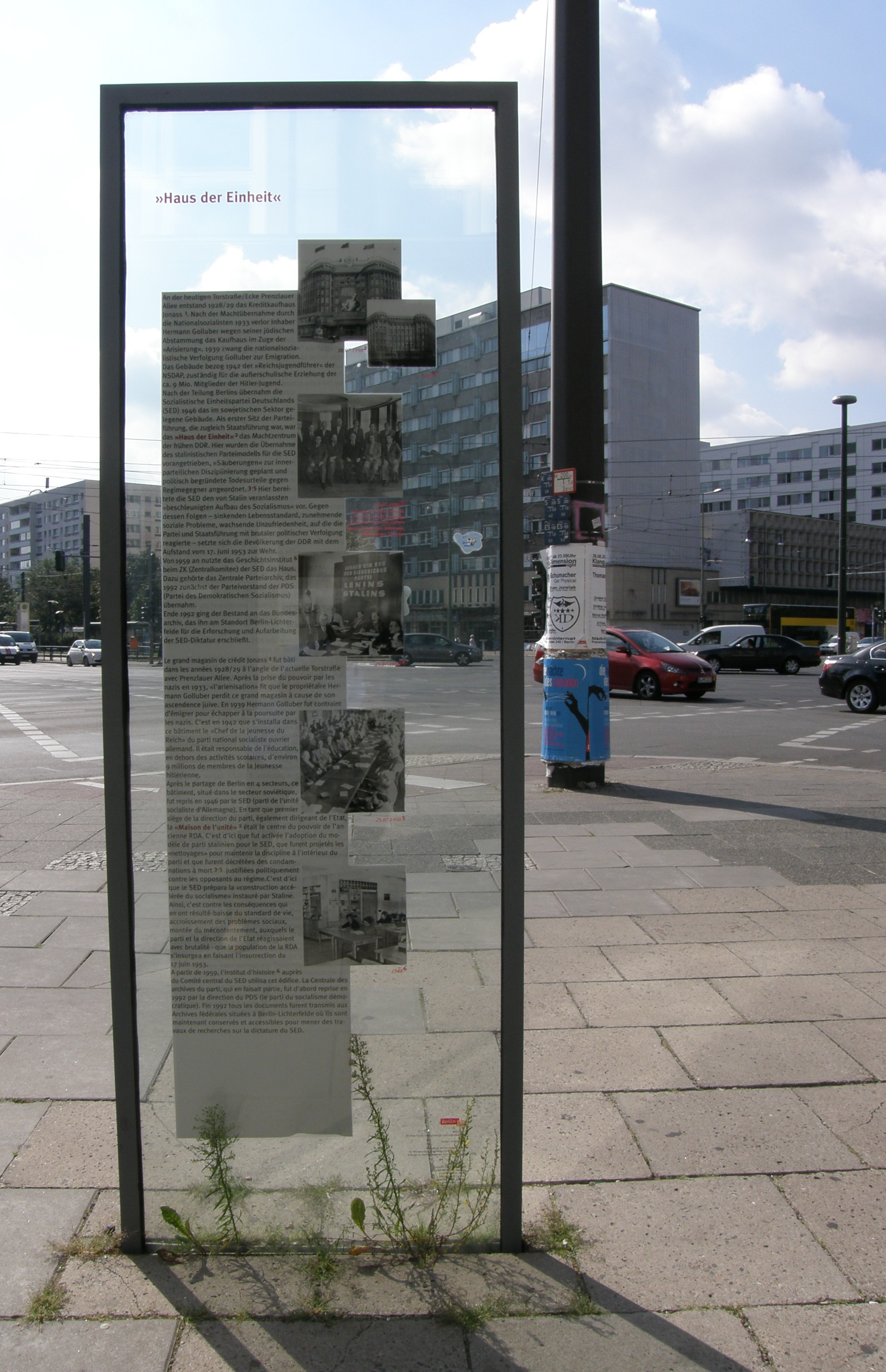
2008. Estela de vidre de el títol de Casa de la Unitat.